# Madar-e sefr daradscheh
Madar-e sefr daradscheh (persisch مدار صفر درجه Madār-e sefr daradscheh, ‚Breitengrad Null‘; inoffiziell auf Englisch Zero Degree Turn; inoffiziell auf Deutsch Breite: Null Grad) ist eine dreißigteilige iranische TV-Serie, die im Jahr 2007 zum ersten Mal im iranischen Fernsehen ausgestrahlt worden ist. Sie behandelt in den iranischen Massenmedien erstmals den Holocaust. Produziert wird die Serie vom iranischen Staat. Auch treten in dem Film Frauen ohne Kopftuch auf, was im iranischen Fernsehen sonst nicht üblich ist.
Die Serie wurde nur auf Persisch ausgestrahlt, jedoch kann sie im Internet auf der offiziellen Homepage der Serie mit englischen Untertiteln heruntergeladen oder im Stream angesehen werden.

## Handlung
Habib, ein junger Iraner, kommt mit zwei Freunden kurz vor Ausbruch des Zweiten Weltkriegs nach Paris, um Philosophie zu studieren. Er verliebt sich in seine jüdische Kommilitonin Sara. Bald besetzen die Nazis die französische Hauptstadt und beginnen, Juden in die Konzentrationslager zu deportieren. Das Leben von Sara und ihrer Familie ist in akuter Gefahr. Habib tritt als Retter auf: Er beschafft ihnen iranische Pässe, so dass sie nach Teheran fliehen können.

## Rezeption
Die Serie ist im Iran ein großer Erfolg. Auch viele ausländischen Medien loben die Serie. So schreibt das Wall Street Journal, dass die Serie die Sympathien klar auf die verfolgten Juden lege, betont jedoch gleichzeitig, dass die Serie sich auch gegen den Zionismus richte. Diese Kritik greife jedoch zu kurz, so Spiegel Online: Die Serie sei kaschierter Revisionismus und greife auf subtile Weise die Thesen von Holocaust-Leugnern und Revionisten wie Roger Garaudy auf, um die historische Rechtfertigung für das Existenzrecht Israels zu untergraben. So werde z. B. unterstellt, jüdische Zionisten hätten mit Adolf Hitler kollaboriert, um den Holocaust voranzutreiben. Dieser verschwörungstheoretische Aspekt habe gegenüber der Darstellung der historischen Tatsachen ein Übergewicht in der Serie.